# 福山サービスエリア

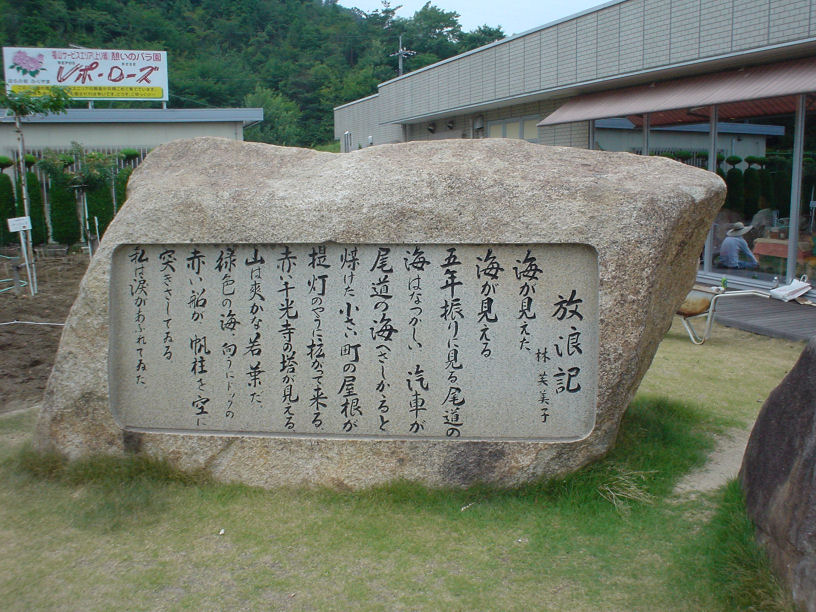
林芙美子放浪記石碑

福山サービスエリア（ふくやまサービスエリア）は、広島県福山市津之郷町大字津之郷にある山陽自動車道のサービスエリアである。ウェルカムゲートおよびスマートインターチェンジを併設する。

## 施設

### 上り線（岡山方面）
2006年（平成18年）12月16日、上下線と共にトイレをリニューアルオープン（第2トイレを除く）。
2013年（平成25年）6月27日に建物が全面改装され、「パヴァリエ ローズマインド福山」としてリニューアルオープンした。
- 駐車場
  - 大型 58台
  - 小型 78台
  - 二輪 8台
  - トレーラー 3台
  - 身体障碍者用 小型3台
- トイレ（トイレは第2トイレも含む）
  - 男性 大9（和式1・洋式8）・小12
  - 女性 30（和式1・洋式29）・同伴の男児用1
  - 車椅子用 1
- ガソリンスタンド（出光興産（西日本宇佐美）、24時間）
  - 以前は中央石油販売（ゼネラル）が運営していた。
- 給電スタンド（24時間）
- フードコート（サルボ両備、24時間）
  - 「どんぶり ゆめふく」（6:00 - 22:00）
  - マクドナルド（24時間）
  - 瀬戸内の麺処（7:00 - 22:00）
  - 大阪王将（24時間）
  - とんかつと豚肉料理 平田牧場（6:00 - 22:00）[3]
- ショッピング（サルボ両備、24時間）
- インフォメーション・FAXサービス（平日9:00 - 18:00 / 土日祝日9:00 - 19:00）
- ハイウェイ情報ターミナル
- ドッグラン（24時間）
- ベビーコーナー（24時間）
- KIDSコーナー（24時間）
- ウェルカムゲート（7:00 - 22:00、駐車場97台）
- 自動販売機
- 携帯電話充電器（24時間）
- 郵便ポスト（福山郵便局）
- 宝くじ（10:00 - 18:00）
- ATM（イーネット）
- ガシャポンバンダイオフィシャルショップ（24時間）[4]

### 下り線（広島方面）

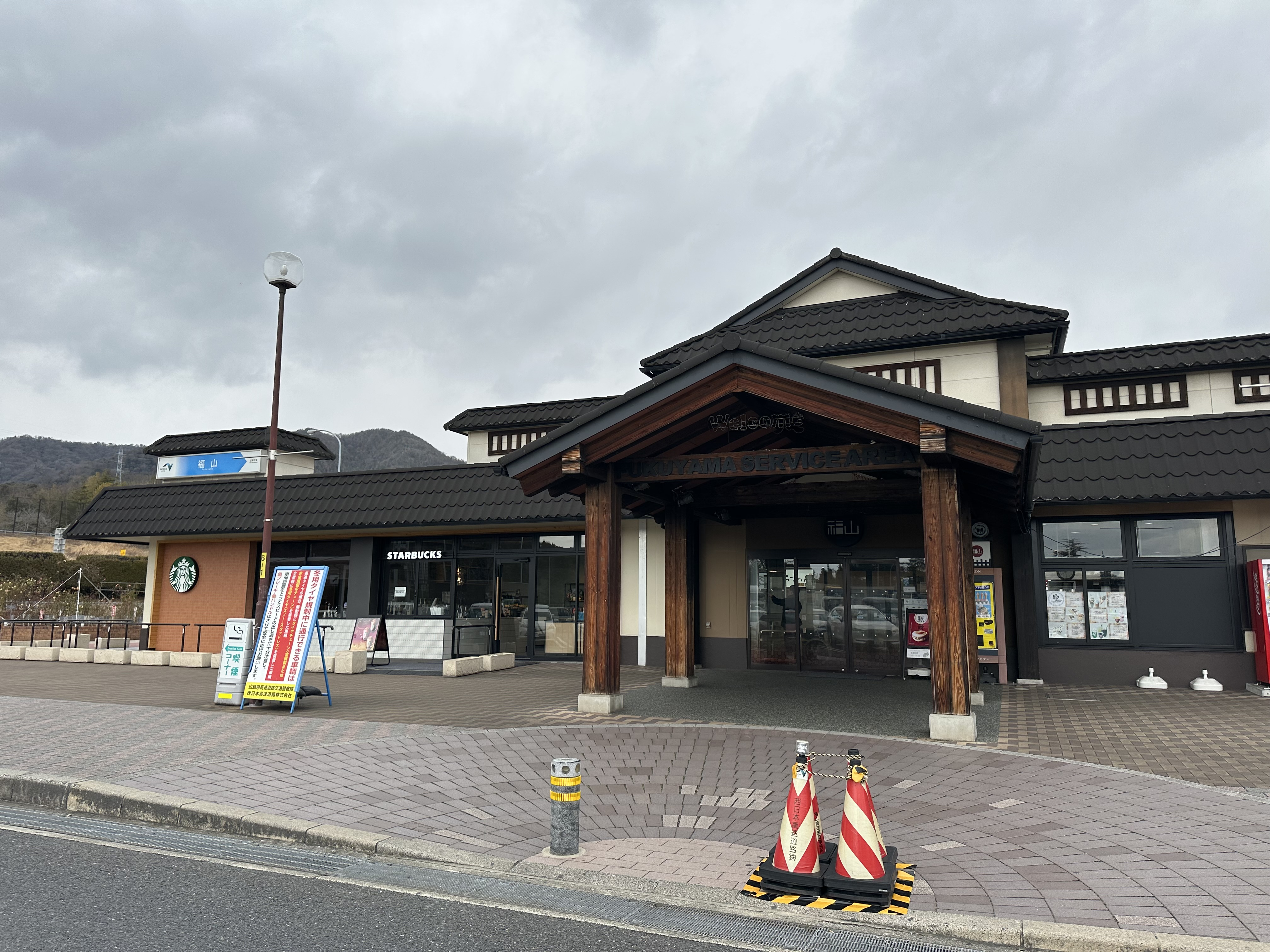
下り線施設

2022年（令和4年）12月9日にグランドオープンした。
- 駐車場
  - 大型 74台
  - 小型 121台
  - 兼用 12台
  - 二輪 8台
  - トレーラー 9台
  - 身障者用大型 1台
  - 身障者用小型 3台
- トイレ
  - 男
    - 大 5
    - 小 10

  - 女 25
  - 身障者用 1
- ガソリンスタンド（ENEOS（ツネイシCバリューズ）、24時間）
  - 以前は千年石油販売が運営していた。
- 給電スタンド（24時間）
- レストラン
  - 和食レストラン『鞆絵』（11:00 - 21:00）
- スナックコーナー・フードコート
  - びんご茶屋（24時間）
  - 尾道ラーメン（24時間）
  - お好み焼き さんちゃん（平日 11:00 - 19:00、土日祝日 10:00 - 19:00）
- カフェ
  - スターバックス（8:00 - 21:00）[6]
- ベーカリー
  - リトルマーメイド（7:00 - 18:00）
- 専門店（その他）
  - Sweets Prier（7:00 - 19:00）
- ショッピングコーナー（24時間）
- 宝くじ（9:00 - 17:00）
- ATM（イーネット、24時間）
- インフォメーション・FAXサービス（平日 9:00 - 17:00、土日祝日 8:00 - 18:00）
- 郵便ポスト（福山郵便局）
- 宅配便（24時間）
- 携帯電話充電器（24時間）
- ハイウェイ情報ターミナル
- 自動販売機
- ウェルカムゲート（7:00 - 22:00、駐車場15台）

### 福山SAスマートインターチェンジ
福山SAスマートインターチェンジ（ふくやまサービスエリアスマートインターチェンジ）は、福山サービスエリアに併設のスマートICである。

#### 概要
2013年（平成25年）に西日本高速道路中国支社と福山市が事業着手、2018年（平成30年）3月31日に供用開始。
利用可能車種はETC搭載の全長6メートル以下の普通車と軽自動車、二輪車で上下線ともに出入可、利用可能時間は6時から22時までとなっている。

#### 接続する道路
- 直接接続
  - 福山市道12571号津之郷4号線
- 間接接続
  - 広島県道463号津之郷山守線

## 隣
E2 山陽自動車道
(21)福山東IC - 千田BS - (21-1)福山SA/SIC - 福山本郷BS - (22)福山西IC